# Cecilia af Klercker
Cecilia Vilhelmina Sofia Adelaide Ingeborg Charlotta af Klercker, född Lewenhaupt den 31 augusti 1869 på Ericsberg i Stora Malms socken i Södermanland, död den 27 maj 1951 i Vadsbro församling, var en svensk hovfunktionär, memoarförfattare och översättare.

## Biografi
Cecilia af Klercker var dotter till kammarherren, greve Charles Lewenhaupt och friherrinnan Sofia Bonde. Hon gifte sig första gången 1895 med kaptenen, friherre Henrik Vilhelm Falkenberg af Trystorp (1855–1901) och andra gången 1908 med kommendörkaptenen och kammarherren Adolf Göran af Klercker (1872–1958).
Cecilia af Klercker var statsfru hos drottning Victoria från 1908 (anställd 1903, då Victoria fortfarande var kronprinsessa). Hon beskrivs som en av drottningens mer omtyckta hovdamer och valdes ofta ut som ressällskap på hennes många utlandsresor, bland annat till Italien.

## Verksamhet
Cecilia af Klercker är känd för sin verksamhet som författare och översättare. I memoaren Förgången glans – en drottnings statsfru berättar beskriver hon sitt liv och sin uppväxt i en högaristokratisk miljö och med en framskjuten ställning vid det svenska hovet. 
Hon är främst känd genom sin efter morbrodern Carl Carlson Bonde fortsatta översättning av drottning Hedvig Elisabet Charlottas dagbok, del 4–9 (1920–1942), en översättning som fick negativ kritik i sin samtid. Hon översatte även andra arbeten, av bland andra Guy de Maupassant och Jean Lucas-Dubreton, från franska till svenska.
Hon tilldelades Litteris et Artibus 1938.
Cecilia af Klercker finns representerad på Nationalmuseum i Stockholm och Sörmlands museum i Nyköping.

## Galleri

Ett fotoalbum med foton tagna av Victoria av Baden som skänktes sedan till Cecilia af Klercker med minnen från deras gemensamma resor.
Victoria av Baden med Cecilia af Klercker och andra på Capri.
Hôtel Molaro på Capri där Cecilia af Klercker stannade med kronprinsessan Victoria år 1903 och 1904.